# Estació de Muro
L'estació de Muro és una estació de tren de Serveis Ferroviaris de Mallorca. Aquest baixador, malgrat tenir el nom de l'estació, es troba apartada del nucli de Muro, a causa de complicacions tècniques i econòmiques de la construcció original del ramal de la Pobla, l'any 1878. Tanmateix s'hi pot accedir per la carretera cap a Llubí.
| Procedència/Destinació             | <     | Línia          | >        | Procedència/Destinació |
| ---------------------------------- | ----- | -------------- | -------- | ---------------------- |
| Serveis Ferroviaris de Mallorca    |       |                |          |                        |
| Estació Intermodal-Plaça d'Espanya | Llubí | Palma-sa Pobla | sa Pobla | sa Pobla               |